# Juraj Grizelj
Juraj Grizelj (Spalato, 3 maggio 1986) è un ex calciatore croato, di ruolo attaccante.

## Carriera

### Club
Muove i primi passi nell'Orkan Dugi Rat per poi passare tra le file dell'Hajduk Spalato.
Debutta con i Bili il 28 ottobre 2003 subentrando in occasione dell'ottavo di finale di Coppa di Croazia vinto 3-1 ai danni del Zara.

## Statistiche

### Cronologia presenze e reti in nazionale
| Cronologia completa delle presenze e delle reti in nazionale ― Croazia under 20 | Cronologia completa delle presenze e delle reti in nazionale ― Croazia under 20 | Cronologia completa delle presenze e delle reti in nazionale ― Croazia under 20 | Cronologia completa delle presenze e delle reti in nazionale ― Croazia under 20 | Cronologia completa delle presenze e delle reti in nazionale ― Croazia under 20 | Cronologia completa delle presenze e delle reti in nazionale ― Croazia under 20 | Cronologia completa delle presenze e delle reti in nazionale ― Croazia under 20 | Cronologia completa delle presenze e delle reti in nazionale ― Croazia under 20 |
| Data                                                                            | Città                                                                           | In casa                                                                         | Risultato                                                                       | Ospiti                                                                          | Competizione                                                                    | Reti                                                                            | Note                                                                            |
| ------------------------------------------------------------------------------- | ------------------------------------------------------------------------------- | ------------------------------------------------------------------------------- | ------------------------------------------------------------------------------- | ------------------------------------------------------------------------------- | ------------------------------------------------------------------------------- | ------------------------------------------------------------------------------- | ------------------------------------------------------------------------------- |
| 15-3-2006                                                                       | Umago                                                                           | Croazia under 20                                                                | 6 – 0                                                                           | Italia under 20                                                                 | Amichevole                                                                      | -                                                                               | 61’                                                                             |
| 4-4-2006                                                                        | Brežice                                                                         | Slovenia under 20                                                               | 4 – 0                                                                           | Croazia under 20                                                                | Amichevole                                                                      | -                                                                               | 62’                                                                             |
| Totale                                                                          |                                                                                 | Presenze                                                                        | 2                                                                               |                                                                                 | Reti                                                                            | 0                                                                               |                                                                                 |